# 英国铁路41型柴油机车 (高速版)
英国铁路41型高速柴油机车（英語：British Rail Class 41）是1972年由英国铁路下属的英國鐵路工程公司克魯工厂研制的一型电传动高速柴油机车。用于英国铁路高速列车原型车（一型主要面向既有线提速的高速柴油动车组）前后两端的动力车。该型动力集中式动车组的拖车为英国铁路3代客车。共制造两台，即一列动力集中式动车组列车两端的两节动力车。

## 历史
两台“英铁41型柴电机车高速版”均于1972年英國鐵路工程公司克魯工厂制造，用于“英国铁路高速列车原型车”（一型主要面向既有线提速的高速柴油动车组）前后两端的动力车。两台“英铁41型柴电机车高速版”最初的编号分别为41001和41002。 建成不久便在东海岸干线进行测试，基地位于内维尔山车厂。
“英铁41型柴电机车高速版”先后共进行超过10万英里轨道测试。1973年6月，在东海岸干线北阿勒顿站↔瑟斯克站区间曾跑出143英里/小时（230.13千米/小时）的柴油动力火车的速度记录。1974年转移至大西部幹線。 1975年5月5日，开始在大西部干线伦敦帕丁顿车站↔布里斯托寺院草原車站/滨海韦斯顿站区段提供商业客运服务。
“英国铁路高速列车原型车”更名为“英国铁路252型内燃动车组”后，两台“英铁41型柴电机车高速版”的编号分别改为43000和43001。
20世纪80年代初期，“英铁41型柴电机车高速版”动力集中式动车组动力车的功能被“英铁43型柴电机车高速版”所取代。之后，“英铁41型柴电机车高速版”被送至英国铁路技术中心用于“英铁370型动车组”和“城际225型动车组”有关的测试。1990年12月，其中一台“英铁41型柴电机车高速版”在位于羅瑟勒姆的C·F·布斯有限公司解体，另一台被大英铁路博物馆收藏。
2011年，125集团向大英铁路博物馆租借41001号“英铁41型柴电机车高速版”。2012年3月，该机车被送至内维尔山车厂并修复至可运行状态。 此次翻修同时参考英铁43型柴电机车升级了TOPS。
修复完成后，开始在诺丁汉大中央铁路重新上线运营。2014年11月，41001号“英铁41型柴电机车高速版”和一台“英铁43型柴电机车高速版”共同在诺丁汉大中央铁路推挽式牵引東米德蘭列車所属的名为“瓦伦塔快车（Screaming Valenta）”的特别列车。
该机车2019年5月在“基斯利和富裕谷铁路”出现故障，因而被送至位于英国利兹的内维尔山车厂进行维修。
2019年10月，因125集团违约，41001号“英铁41型柴电机车高速版”的所有者大英铁路博物馆宣布终止和125集团的租赁协议。41001号“英铁41型柴电机车高速版”随之于2019年11月归还大英铁路博物馆。

## 图片集

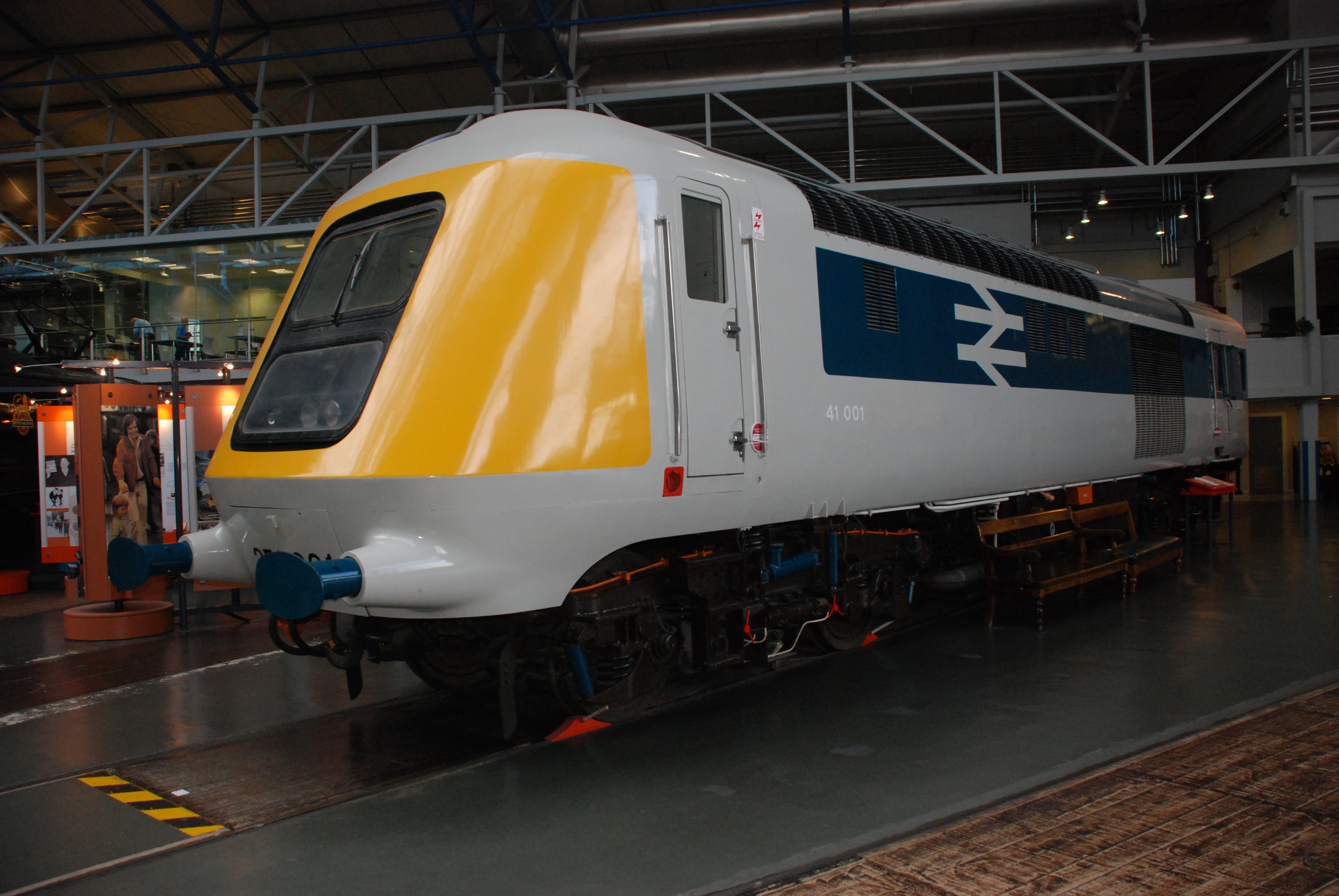
41001号左前视图
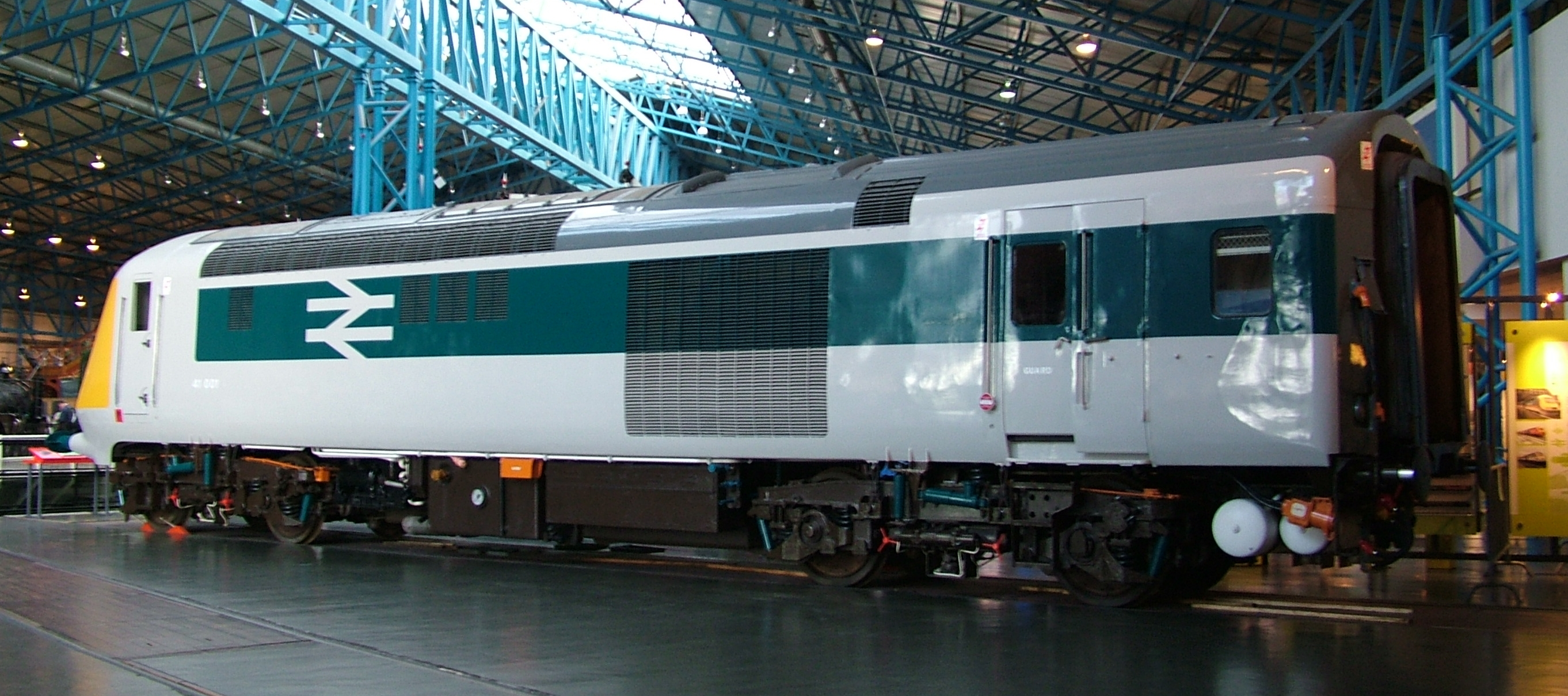
41001号左视图